# Vojnovec Loborski
Vojnovec Loborski falu Horvátországban Krapina-Zagorje megyében.

## Fekvése
Krapinától 14 km-re keletre, községközpontjától  2 km-re nyugatra a Horvát Zagorje területén fekszik. Közigazgatásilag Loborhoz tartozik.

## Története
1857-ben 420, 1910-ben 854 lakosa volt. A trianoni békeszerződésig Varasd vármegye Zlatari járásához tartozott. 2001-ben 472 lakosa volt.

## Külső hivatkozások
- Lobor község hivatalos oldala
- Nemhivatalos oldal Archiválva 2013. május 14-i dátummal a Wayback Machine-ben